# Ignaz Fränzl
Ignaz Fränzl parfois Fraenzl, ou même Franzel (Mannheim, 3 juin 1736 – Mannheim, 6 septembre 1811), est un compositeur, violoniste virtuose et chef d'orchestre allemand, représentant de l'école de Mannheim. Il est le père du violoniste et compositeur Ferdinand Fränzl (1770–1833).

## Biographie
Son père joue de la trompette dans l'orchestre de Mannheim. Lui-même y entre à l'âge de onze ans et devient coviolon solo en 1774. Sa position de virtuose y est fort bien rémunérée. 
Il fait partie de l'école de Mannheim.
En 1768, il se produit à Paris au Concert Spirituel où il est très prisé.
Mozart, qui le rencontre plusieurs fois entre 1777 et 1778 lors de ses passages à Mannheim, parle de lui avec admiration notamment après l'avoir écouté dans un concerto pour violon : 

« Il me plaît beaucoup, vous savez que je ne suis guère amateur de difficultés, mais il joue les choses les plus difficiles sans que l'on s'en aperçoive ; on croit pouvoir en faire autant, c'est vrai. »

Mozart laisse un projet inachevé de symphonie concertante pour piano et violon Kv. 315f, destiné à l'origine à Fränzl et lui-même. 120 mesures de l'Allegro à peine instrumenté, composés à Mannheim et daté de novembre 1778.
C'est à cette époque (1778) que Fränzl prend la direction de l'orchestre, jusqu'en 1803. En 1779, il est maître de chapelle de l'Orchestre du Théâtre National nouvellement, créé jusqu’en 1803, lorsqu’il est remplacé par le violoncelliste Peter Knight.
Il effectue une tournée à Vienne en 1786.
Parmi ses élèves on compte le violoniste Friedrich Wilhelm Pixis et la chanteuse (et violoniste) Marianne Crux. Son fils, Ferdinand Fränzl, est connu comme violoniste.

## Œuvres
En tant que compositeur Fränzl laisse quelques symphonies, un quintette à vent, plusieurs concertos pour violon et six trios à cordes et des quatuors à cordes. Un Siegspiel Die Luftbälle très apprécié lors de sa création à Mannheim (15 avril 1787). Il a composé également de la musique de scène pour des pièces de Shakespeare.

### Orchestre
- Cinq symphonies
- Six concertos pour violon et orchestre

### Musique de chambre
- Six sonates pour deux violons et violoncelle.
- Six quatuors à cordes
- Trois quatuors avec flûte

## Discographie
- Symphonie n° 5 en ut majeur, dans L'âge d'or de Mannheim, avec des symphonies de Christian Cannabich, Carl, Johann & Anton Stamitz - Concerto Köln (1999, Teldec 398428366-2)